# Бейкер-Брук
Бейкер-Брук (англ. Baker-Brook) — село в Канаді, у провінції Нью-Брансвік, у складі графства Мадаваска.

## Населення
За даними перепису 2016 року, село нараховувало 564 особи, показавши скорочення на 3,6%, порівняно з 2011-м роком. Середня густина населення становила 46 осіб/км².
З офіційних мов обидвома одночасно володіли 250 жителів, тільки англійською — 5, тільки французькою — 240.
Працездатне населення становило 64,9% усього населення, рівень безробіття — 14%.
Середній дохід на особу становив $38 001 (медіана $30 352), при цьому для чоловіків — $44 369, а для жінок $31 543 (медіани — $35 328 та $25 664 відповідно).
31,2% мешканців мали закінчену шкільну освіту, не мали закінченої шкільної освіти — 20,8%, 48,1% мали післяшкільну освіту, з яких 13,5% мали диплом бакалавра, або вищий.
| Статево-вікова структура населення | Статево-вікова структура населення | Статево-вікова структура населення | Статево-вікова структура населення | Статево-вікова структура населення |
| ---------------------------------- | ---------------------------------- | ---------------------------------- | ---------------------------------- | ---------------------------------- |
|                                    |                                    |                                    |                                    |                                    |
| Всього                             | Всього                             | 50,9%49,1%                         |                                    |                                    |
| 0 — 14 років                       | 0 — 14 років                       |                                    | 13,3%                              | 13,3%                              |
| 15 — 64 років                      | 15 — 64 років                      |                                    | 61,9%                              | 61,9%                              |
| 65 і більше                        | 65 і більше                        |                                    | 24,8%                              | 24,8%                              |
| 85 і більше                        | 85 і більше                        |                                    | 6,2%                               | 6,2%                               |
| Середній вік (років)               | Середній вік (років)               | 45,448,0                           | 46,7                               | 46,7                               |
| Медіана (років)                    | Медіана (років)                    | 47,549,5                           | 48,2                               | 48,2                               |
| — чоловіки — жінки                 |                                    |                                    |                                    |                                    |

| Походження мешканців:     | Походження мешканців:     | Походження мешканців: | Походження мешканців: | Походження мешканців: |
| ------------------------- | ------------------------- | --------------------- | --------------------- | --------------------- |
| Походження                |                           |                       | осіб                  | %                     |
| Корінні американці        | Корінні американці        |                       | 15                    | 3.23%                 |
| Інше північноамериканське | Інше північноамериканське |                       | 400                   | 86.02%                |
| Європейське               | Європейське               |                       | 115                   | 24.73%                |
| британське                | британське                |                       | 30                    | 6.45%                 |
| французьке                | французьке                |                       | 110                   | 23.66%                |

## Клімат
Середня річна температура становить 3,1°C, середня максимальна – 22,2°C, а середня мінімальна – -20,5°C. Середня річна кількість опадів – 1 021 мм.
| Клімат поселення                              | Клімат поселення | Клімат поселення | Клімат поселення | Клімат поселення | Клімат поселення | Клімат поселення | Клімат поселення | Клімат поселення | Клімат поселення | Клімат поселення | Клімат поселення | Клімат поселення | Клімат поселення |
| Показник                                      | Січ.             | Лют.             | Бер.             | Квіт.            | Трав.            | Черв.            | Лип.             | Серп.            | Вер.             | Жовт.            | Лист.            | Груд.            |                  |
| Середній максимум, °C                         | −7,52            | −5,55            | 1,13             | 8,37             | 16,18            | 21,42            | 22,23            | 20,90            | 15,83            | 9,80             | 3,22             | −5,39            |                  |
| Середня температура, °C                       | −14              | −12,03           | −5,34            | 1,92             | 9,73             | 14,95            | 18,14            | 16,82            | 11,76            | 5,72             | −0,84            | −9,47            |                  |
| Середній мінімум, °C                          | −20,45           | −18,49           | −11,79           | −4,57            | 3,26             | 8,49             | 14,06            | 12,74            | 7,69             | 1,64             | −4,92            | −13,56           |                  |
| Норма опадів, мм                              | 79               | 65               | 66               | 65               | 85               | 85               | 107              | 101              | 93               | 89               | 91               | 95               |                  |
| Середньомісячна швидкість вітру, м/с          | 3.93             | 3.93             | 4.04             | 3.82             | 3.51             | 3.20             | 2.90             | 2.86             | 3.11             | 3.50             | 3.70             | 3.90             |                  |
| Середньомісячна сонячна радіація, кДж/м²·день | 5074             | 8298             | 12304            | 16087            | 18617            | 20422            | 19659            | 17240            | 12556            | 7694             | 4602             | 3860             |                  |
| --------------------------------------------- | ---------------- | ---------------- | ---------------- | ---------------- | ---------------- | ---------------- | ---------------- | ---------------- | ---------------- | ---------------- | ---------------- | ---------------- | ---------------- |
| Джерело:                                      |                  |                  |                  |                  |                  |                  |                  |                  |                  |                  |                  |                  |                  |